# Lista odcinków serialu Sex&Drugs&Rock&Roll
Poniżej znajduje się lista odcinków serialu telewizyjnego Sex&Drugs&Rock&Roll, emitowanego przez amerykańską stację kablową FX od 16 lipca 2015 roku do 1 września 2016  roku. Łączenie powstały dwa sezony, które składają się z 20 odcinków. W Polsce serial nie był emitowany
| Sezon | Sezon | Odcinki | Oryginalna emisja | Oryginalna emisja | Oryginalna emisja | Oryginalna emisja | Oryginalna emisja |
| Sezon | Sezon | Odcinki | Premiera sezonu   | Finał sezonu      | Premiera sezonu   | Finał sezonu      |                   |
| ----- | ----- | ------- | ----------------- | ----------------- | ----------------- | ----------------- | ----------------- |
|       | 1     | 10      | 16 lipca 2015     | 17 września 2015  | brak danych       | brak danych       |                   |
|       | 2     | 10      | 30 czerwca 2016   | 1 września 2016   | brak danych       | brak danych       |                   |

## Sezon 1 (2015)
| Nr | #  | Tytuł                                    | Reżyseria       | Scenariusz              | Premiera         | Premiera |
| -- | -- | ---------------------------------------- | --------------- | ----------------------- | ---------------- | -------- |
| 1  | 1  | Don't Wanna Die Anonymous                | Michael Blieden | Denis Leary             | 16 lipca 2015    |          |
| 2  | 2  | Clean Rockin’ Daddy                      | Michael Blieden | Denis Leary             | 23 lipca 2015    |          |
| 3  | 3  | Lust For Life                            | Michael Blieden | Denis Leary             | 30 lipca 2015    |          |
| 4  | 4  | What You Like Is In The Limo             | Michael Blieden | Denis Leary             | 6 sierpnia 2015  |          |
| 6  | 6  | Tattoo You                               | Michael Blieden | Evan Reilly             | 20 sierpnia 2015 |          |
| 7  | 7  | Supercalifragilisticjuliefriggingandrews | Michael Blieden | Denis Leary             | 27 sierpnia 2015 |          |
| 8  | 8  | Hard Out Here for a Pimp                 | Denis Leary     | Denis Leary             | 3 września 2015  |          |
| 9  | 9  | Take My Picture by the Pool              | Michael Blieden | Denis Leary, Jack Leary | 10 września 2015 |          |
| 10 | 10 | Because We're Legion                     | Michael Blieden | Denis Leary             | 17 września 2015 |          |

## Sezon 2 (2016)
| Nr | #  | Tytuł                                    | Reżyseria          | Scenariusz                          | Premiera         | Premiera     |
| -- | -- | ---------------------------------------- | ------------------ | ----------------------------------- | ---------------- | ------------ |
| 11 | 1  | All That Glitters is Gold                | Michael Blieden    | Denis Leary,Bob Fisher              | 30 czerwca 2016  | nieemitowany |
| 12 | 2  | Rebel Rebel                              | Michael Blieden    | Julieanne Smolinski                 | 7 lipca 2016     | nieemitowany |
| 13 | 3  | Cool for the Summer                      | Jim Serpico        | Denis Leary, Bob Fisher             | 14 lipca 2016    | nieemitowany |
| 14 | 4  | Bad Blood                                | Jim Serpico        | Denis Leary, Bob Fisher             | 21 lipca 2016    | nieemitowany |
| 15 | 5  | And She Was                              | Michael Blieden    | Julieanne Smolinski                 | 28 lipca 2016    | nieemitowany |
| 16 | 6  | Rock This Bitch Till the Wheels Fall Off | Michael Blieden    | Denis Leary, Bob Fisher             | 4 sierpnia 2016  | nieemitowany |
| 17 | 7  | Tramps Like Us                           | Jim Serpico        | Erik Durbin                         | 11 sierpnia 2016 | nieemitowany |
| 18 | 8  | Ghosts of Skibbereen                     | Jim Serpico        | Denis Leary, Bob Fisher, Jack Leary | 18 sierpnia 2016 | nieemitowany |
| 19 | 9  | Rolling in the Deep                      | Rosemary Rodriguez | Evan Reilly                         | 25 sierpnia 2016 | nieemitowany |
| 20 | 10 | Bang Bang                                | Rosemary Rodriguez | Evan Reilly                         | 1 września 2016  | nieemitowany |